# Ангел Генчев
Ангел Генчев (31 січня 1967) — болгарський важкоатлет.
Учасник Олімпійських Ігор 1988 року.
Бронзовий призер Чемпіонату світу 1994 року в категорії до 70 кг.
Чемпіон Європи 1988 року в категорії до 75 кг.